# Mario Nuzzolese
Mario Nuzzolese, né le 10 décembre 1915 à Bari et mort le 21 octobre 2008 dans la même ville, est plus connu sous le nom de "Professore" pour sa grande culture, ses connaissances techniques et son enthousiasme à enseigner.
Mario Nuzzolese était un soldat italien, enseignant et journaliste. Il guida le cinéma italien et la culture du divertissement contribuant à l'organisation et au développement de l'association nationale AGIS et resta a la tête de la délégation régionale pendant plus de quarante ans en tant que cofondateur. 

## Carrière militaire
En 1942, recruté par le renseignement militaire commandée par le major Paolo Caccia Dominioni, il est envoyé dans la campagne africaine[pas clair] sur le front d'El Alamein avec le grade de lieutenant-colonel pour défendre les tranchées italiennes pendant la Seconde Guerre mondiale.
Au cours d'une bataille, il exécute un atterrissage en catastrophe dans le désert du Sahara avec son Fiat BR.20 Cicogna, ce qui lui endommagea sa colonne vertébrale pendant le reste de sa vie.

## Cinéma
En 1945, il a commencé à projeter des films muets dans une petite pièce de l'école Balilla à Bari, permettant à ses élèves d'explorer le pouvoir éducatif des vidéos avec ses premières censures.
Au début des années 1950, à Bari, Nuzzolese, avec l'amour et la passion pour sa ville natale, dirige le premier film documentaire sur la Basilica di San Nicola de Bari, propriété du RAI .
Il a consacré sa vie à la famille et à la culture de cinéma, il imagine et fonde Cinémas ABC en 1976, l'un des premiers cinémas, en Europe inauguré par le ministre Adolfo Sarti avec le film Quanto è bello lu murire acciso d'Ennio Lorenzini. Le Centre de la Culture était très aimé par le réalisateur italien Carlo Lizzani, qui a permis d'imprimer onze films de la Mostra de Venise[pas clair]. Il a été rouvert le 19 janvier 2010, après les interventions de restauration et de conservation, avec une plaque d'honneur lui étant dédié.
Toujours mû par sa passion pour la culture, les arts et la politique, il a participé à plusieurs reprises à l'annuel des Oscars, au Festival de Cannes et à la Mostra de Venise. Il a fondé des associations pour améliorer le cinéma traditionnel italien tels que Agiscuola et FICE.
En 1980, il a reçu le titre de Commendatore de la République par l'ancien Président du Conseil des Ministres, Francesco Cossiga et a également reçu à  différents moments des médailles d'honneurs pour sa loyauté, la fidélité et des résultats positifs de la part de l'Association AGIS.
Il a recueilli des films originaux de 8mm, des VHS, des films publicitaires et des revues spécialisées en créant notamment la collection inestimable d'AGIS.

## Journalisme
Il a écrit des articles et des critiques sur des films en avant-première pour les journaux Corriere della Sera, Repubblica et Giornale dello Spettacolo et a divulgué la culture du cinéma au format de la télévision.

## Honours
- Order of Merit of the Italian Republic - Commendatore
- Bronze Medal of Military Valor